# Китцен
Китцен (нем. Kitzen) — бывшая коммуна в немецкой федеральной земле Саксония. с 1 января 2012 года входит в состав города Пегау.
Подчиняется административному округу Лейпциг и входит в состав района Лейпциг. На 31 декабря 2010 года население составляло 1885 человек. Занимает площадь 26,94 км². Официальный код — 14 3 79 350.